# Paweł Okołowski
Paweł Okołowski (ur. 10 kwietnia 1963 w Warszawie) – polski filozof, absolwent i od 1993 pracownik Instytutu Filozofii Uniwersytetu Warszawskiego. Uczeń profesorów Bogusława Wolniewicza i Zbigniewa Musiała. Jako adiunkt w Zakładzie Filozofii Religii przyznaje się do tradycji szkoły lwowsko-warszawskiej. Specjalizuje się głównie w aksjologii i antropologii filozoficznej. Od 2002 zgłębia między innymi filozofię Stanisława Lema, czego owocem są liczne publikacje i wykłady.
Propagator dorobku naukowego prof. Bogusława Wolniewicza oraz prezes fundacji Katedra Bogusława Wolniewicza, która rokrocznie od 2021 roku organizuje seminaria wolniewiczowskie.

## Twórczość

### Książki
- Materia i Wartości Neolukrecjanizm Stanisława Lema; Wydawnictwa Uniwersytetu Warszawskiego, 2010
- Między Elzenbergiem a Bierdiajewem. Studium aksjologiczno-antropologiczne; Uniwersytet Warszawski Wydział Filozofii i Socjologii, 2012
- Filozofia i los. Szkice tychiczne; Towarzystwo Autorów i Wydawców Prac Naukowych UNIVERSITAS, Kraków 2015

### Rozprawy i artykuły
- O pewnej wersji naturalizmu antropologicznego (Wokół hermeneutyki Zygmunta Baumana), "Edukacja Filozoficzna", vol. 22/1996;
- O geniuszu antropologicznym. Wariacje Schopenhauerowskie, w: Skłonność metafizyczna. Bogusławowi Wolniewiczowi w darze (red. M.Omyła), W-wa 1997;
- Dziewięć tez o przeszczepach, "Rzeczpospolita", 29.06.98.;
- Bierdiajew a Szestow, w: Wokół Leontjewa i Bierdiajewa (Almanach Myśli Rosyjskiej), red. J.Dobieszewski, W-wa 2001;
- Bierdiajew a Elzenberg, "Edukacja Filozoficzna", 32/2001;
- Bierdiajew a Zdziechowski, "Edukacja Filozoficzna", 33/2002;
- Trzy tezy do Elzenberga Uwag o tragizmie, "Edukacja Filozoficzna", 34/2002;
- Stanisław Lem, w: Polska filozofia powojenna, t. 3, red. W.Mackiewicz, Warszawa 2005 (pierwodr.: Stanisław Lem, "Edukacja Filozoficzna", 36/2003);
- Imperatyw i kolektyw. W dwóchsetlecie śmierci Kanta, "Edukacja Filozoficzna", 38/2004;
- Paradoks wskrzeszenia z atomów. Pamięci Stanisława Lema (1921- 2006), "Edukacja Filozoficzna", 42/ 2006;
- Filozofia Lema, "Odra", nr 4/2007.
- Lukrecjusz i Lem: antyreligijność i ascetyczny hedonizm, "Przegląd Filozoficzny", 2/ 2007;
- Patriotyzm i pesymizm u Lema i Lukrecjusza, "Ruch Filozoficzny", 1/ 2008 (w druku);
- Turpizm i wierność. O neolukrecjańskiej erotyce Stanisława Lema, "Przegląd Filozoficzno-Literacki", nr poświęcony Lemowi, 2008.

### Publikacje pozafilozoficzne
- W poszukiwaniu Eldorado, czyli rzecz o poezji Edgara Allana Poe (plus pięć przekładów wierszy), "Literatura na świecie", 11-12/1989.